# Selección de hockey sobre hierba de China Taipéi
La selección de hockey hierba de China Taipéi es el equipo formado por jugadores de nacionalidad taiwanesa, que representa a Taiwán a través de la Asociación de Hockey de China Taipéi que la dirige, en las competiciones internacionales organizadas por la AHF y FIH.

## Participaciones

### Juegos Asiáticos
- 2006 - 8°

### Copa Asiática
- 2013 - 8°

### Campeonato Asiático de Balonmano
- 1997 - 7°
- 2002 -
- 2008 - 5°
- 2012 - 4°
- 2016 - 7°

### Hockey Series
- 2018-19 - Primera ronda